# Studios Disney de 1973 à 1988
Pour un article plus général, voir Walt Disney Pictures.
Le studio endormi
Studios Disney de 1950 à 1973 Studios Disney de 1989 à 1995
L'histoire des Studios Disney de 1973 à 1988 est marquée par un sommeil apparent, conséquence de la maladie puis de la mort de Walt Disney en 1966. Walt lançait toujours sa société sur plusieurs projets de front que ce soit pour les films ou le reste. Ainsi jusqu'à quatre films d'animation étaient en production dans les années 1940 et au moins une demi-douzaine dans les années 1950. Selon Danny Miller, « en 1982, la plus grande réussite commerciale du studio Disney était encore Mary Poppins sorti en 1964 » et « la division films ne survivait qu'avec les ressorties » des longs métrages classiques d'animation. Miller précise qu'entre 1977 et 1981, 50 % des recettes du studio provenaient de ces ressorties alors que les studios concurrents proposaient des nouveautés. Cette accalmie semble avoir poussé un groupe d'investisseurs à prendre le contrôle de la société au début des années 1980, au cours d'une Guerre financière pour Disney.
Face au départ à la retraite des artistes Disney qui ont constitué le catalogue, le studio renouvelle son département animation avec l'arrivée d'une nouvelle génération d'animateurs avec les films de transition Les Aventures de Bernard et Bianca (1977) et Rox et Rouky (1981).
Divers changements arrivent à cette période, dont les premiers sont, avant même le renommage de Walt Disney Productions en The Walt Disney Company en 1984, la création de filiales indépendantes pour assurer les différentes productions. Toutefois, le service animation se lance dans la création de plusieurs studios en dehors du siège de Burbank : voir Walt Disney Animation Studios. Sous l'impulsion de plusieurs personnalités comme Ron Miller ou Thomas L. Wilhite, le studio se lance dans de nombreux projets s'éloignant des traditionnelles comédies familiales avec, par exemple, Le Trou noir  (1979), Les Yeux de la forêt (1981) ou Tron (1982). En 1984, la nouvelle direction lance de nouveaux projets pour redorer le blason cinématographique de l'entreprise, projets qui émergent à partir de 1988. En dehors du cinéma, les activités se diversifient aussi avec la chaîne Disney Channel, et plusieurs parcs à thèmes. Ces derniers éléments ne sont plus intégrés aux studios Disney, mais à des divisions dédiées de la Walt Disney Company.
Cette période prend fin quand les studios Disney retrouve le succès critique et financier avec Basil, détective privé (1986), Qui veut la peau de Roger Rabbit (1988) et Oliver et Compagnie (1988).

## Historique

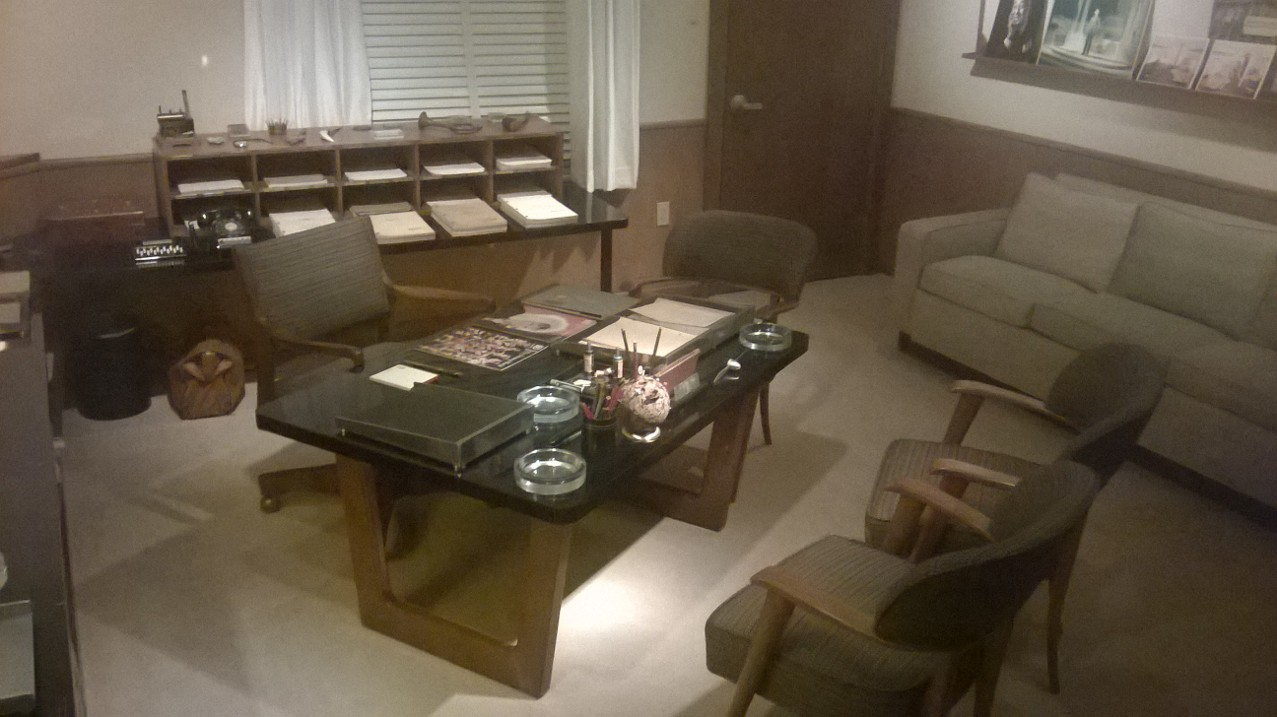
Réplique du bureau de Walt Disney.

Le début des années 1970 est marquées par l'absence de projets d'envergure pour la branche cinématographique de la société Walt Disney Productions à la suite de la mort en 1966 de Walt Disney. La société se voue essentiellement à réaliser les dernières volontés de son fondateur en construisant le parc Walt Disney World Resort en Floride. On peut quand même noter la sortie de quelques films importants dont :
- Robin des Bois en 1973, dernier film voulu par Walt, seulement une idée au moment de sa mort
- Les Aventures de Winnie l'ourson sorti en 1977 et constitué de trois moyens métrages produits eux en 1966, 1967 et 1974.

Ce dernier film est devenu l'une des principales franchises des studios Disney et de la société entière.
Clôturant en quelque sorte cette période et en hommage au travail du studio considéré comme un art, une rétrospective Disney a eu lieu à l'été 1973 au Lincoln Center de New York.

### 1973-1979: Qu'aurait fait Walt?
Mark Arnold considère l'année 1971 comme la première durant laquelle s'est posée la question « Qu'aurait fait Walt ? » avec la fin du mandat de Roy Disney au cours duquel les dernières idées et concepts de Walt Disney ont été développés. La situation ne s'est pas améliorée par la suite. Leonard Maltin considère que ce credo est encore utilisé durant la production de Rox et Rouky sorti en 1981.

#### Une société sans Walt Disney
Le film Peter et Elliott le dragon (1977) est caractéristique de la période. Leonard Maltin écrit que malgré des recettes honorables en salles, le film est un effort décourageant pour les studios Disney en raison de la comparaison avec Mary Poppins (1964), un énorme succès financier et artistique. Le rôle principal donné à une chanteuse et la campagne publicitaire "à la" Mary Poppins ont joué en défaveur du film en invitant à une comparaison et confirme un sentiment général au sein de l'industrie cinématographique que toutes les décisions au sein des Studios Disney étaient sur la base de Qu'aurait fait Walt ?. Et la réponse aurait été « quelque chose de mieux » car comme le rappelle Ward Kimball, Walt Disney, bien que critiqué par les banques et les empires financiers pendant des années, parvenait à innover en prenant des risques. En 1971, Roy E. Disney, neveu de Walt et juste membre du directoire, encourage le studio à ne pas répéter les vieilles formules mais Card Walker, alors PDG, refuse, faisant perdurer le mantra, « Qu'aurait fait Walt? ». Walker a alors le soutien de Lilian Disney, veuve de Walt, sa fille Diane et son mari Ron Miller. John Taylor ajoute que Walker manquait d'instinct créatif. En 1977, lassé que ses propositions de changer le studio ne soient pas écoutées, Roy E. quitte l'entreprise.
Leonard Maltin ajoute qu'il est difficile de considérer des films comme Charley et l'Ange (1973) et La Coccinelle à Monte-Carlo (1977) comme des films des années 1970 en raison des acteurs identiques pour les personnages principaux ou seconds rôles à ceux des années 1960, voir 1950, jouant des rôles similaires. Le studio est selon Maltin devenu un havre pour les vieux acteurs reprenant leurs anciens rôles. Mark Arnold mentionne pour plusieurs films des décors eux aussi similaires comme dans la plage des Walt Disney Studios Burbank dans Le Gang des chaussons aux pommes (1976) utilisée depuis le tournage des Trois Caballeros (1944) ou le Medfield College dans Un candidat au poil (1976) présent dans la série lancée avec Monte là-d'ssus (1961). Arnold mentionne aussi le projet Merveilles de la nature (1975) comme une tentative de faire revenir le succès des True-Life Adventures.
Le constat est qu'au début des années 1970, le studio repose sur les mêmes équipes, les mêmes acteurs, mais aussi réalisateurs, producteurs, scénaristes...

#### Nouvelle génération d'animateurs

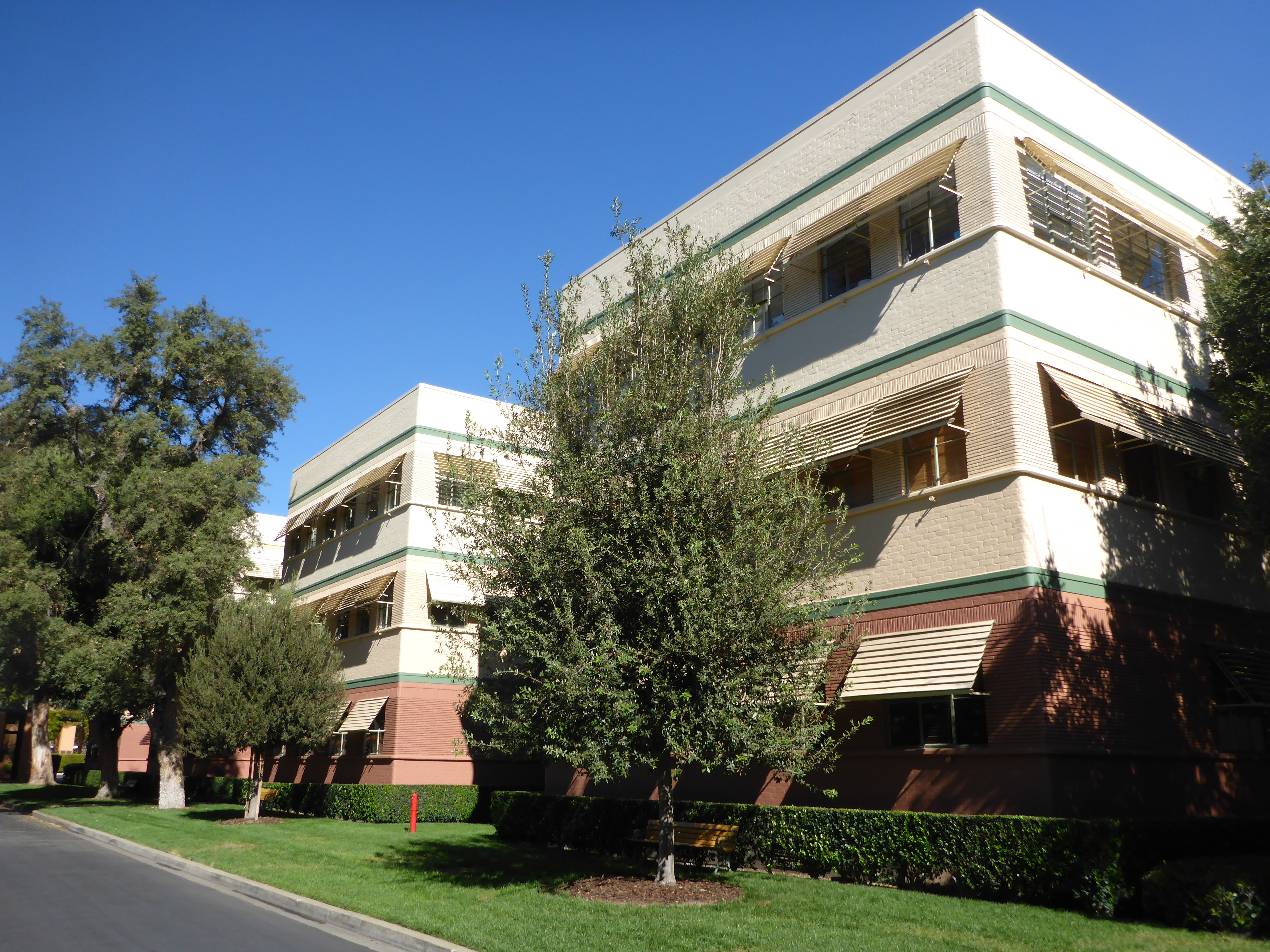
L'Animation Building historique

Le laboratoire des Walt Disney Studios Burbank

Au début des années 1970, les Neuf Sages de Disney deviennent de plus en plus vieux et sont ne plus actifs sur les productions, tout comme leurs collègues aussi méritants qui ont permis de construire le catalogue du studio Disney. Le studio lance alors un programme de formation d'une nouvelle génération qui sera par la suite fusionnée avec le California Institute of the Arts, baptisé Disney Training Program. Quelques animateurs et artistes d'animation sont appelés pour former une nouvelle génération d'animateurs, Melvin Shaw est ainsi recruté en 1974. Le film Les Aventures de Bernard et Bianca est produit avec les trois derniers Neuf Sages encore actifs, Frank Thomas, Ollie Johnston et Milt Kahl. Bernard et Bianca modifie les pratiques du studio Disney dans l'animation. La personnalisation des personnages par rapport à l'acteur qui leur donne leur voix décriée dans les productions des années 1960 ou les chansons s'insérant de manière intrusive dans l'action. Selon John Grant, Bernard et Bianca ajoute une nouvelle pratique, celle d'une forte conception des personnages reprise dans les productions suivantes des années 1980 comme Rox et Rouky (1981), Taram et le Chaudron magique (1985) et Basil, détective privé (1986). Steve Hulett mentionne un film inachevé Catfish Bend, prévu pour 1981 d'après les ouvrages de Ben Lucien Burman.
Walt parti et les animateurs qu'il avait entraînés et côtoyé n'étant plus disponible, il est devenu difficile de saisir l'importance des valeurs qu'il instiguait dans leur travail. Pour Frank Thomas et Ollie Johnston, la nouvelle génération se cherchait un nouveau style et trouvait le rythme de Blanche-Neige et les Sept Nains (1937) trop long  malgré la romance et les bonnes chansons. L'un des axes d'améliorations consistait à donner plus d'énergie aux chansons, un autre d'avoir des personnages au caractère plus développé, plus profond, plus du quotidien. Les méchants avec une seule idée en tête utilisaient depuis quarante ans n'avaient plus lieu d'être, il faillait des méchants plus complexes. Les nouveaux animateurs vont éprouver encore quelques années difficiles et frustrantes, le temps de prendre de l'expérience et de la confiance en eux. Pour Thomas et Johnston, c'est ainsi qu'a été conçu Rox et Rouky (1981). Pour ce film, la direction de Disney demande à Wolfgang Reitherman de lâcher la réalisation au profit des jeunes avant de prendre sa retraite mais il est réticent. Cela crée des tensions dont l'une provoque le départ de Don Bluth fin 1979.
Parmi la nouvelle génération d'animateurs, le plus remarqué est Don Bluth qui se voit accorder la réalisation du moyen métrage Le Petit Âne de Bethléem (1978) avec seulement de jeunes animateurs. L'animateur Glen Keane fait ses premiers pas à la supervision de l'animation aux côtés de Ron Clements tandis que John Musker anime un personnage. Parmi les animateurs du film se trouve le jeune Tim Burton, âgé de 22 ans à l'époque. Phil Nibbelink fait partie des jeunes animateurs arrivés en 1978 et a suivi la même formation que John Lasseter et Chris Buck,. Il a été assigné à l'équipe supervisée par Randy Cartwright. Tony Anselmo (qui devient la voix de Donald Duck à partir de 1984), Mark Henn, Brian McEntee, Joe Ranft, Bill Frake et David Pacheco, ancien de Hanna-Barbera mais ils ne sont pas tous affectés à Rox et Rouky. Mark Henn est assigné au poste d'intervalliste. Mike Peraza travaille sur des images pour la caméra multiplane.
Taram et le Chaudron magique est un projet d'adaptation du livre de quête Fantasy Les Chroniques de Prydain de Lloyd Alexander autorisé par Ron Miller à condition que la nouvelle génération fasse ses preuves sur des projets plus classiques. En août 1978, Aljean Harmetz du New York Times évoque la sortie de Taram et le Chaudron magique initialement prévue pour 1980 dont le coût de production est déjà de 15 millions d'USD. Il annonce un retard de quatre ans minimum avec une sortie en salle pas avant Noël 1984, car le nouveau groupe d'animateurs a besoin de six années pour appréhender les complexes techniques d'animation, non acquises en 1978.

#### Changement d'équipes au cinéma

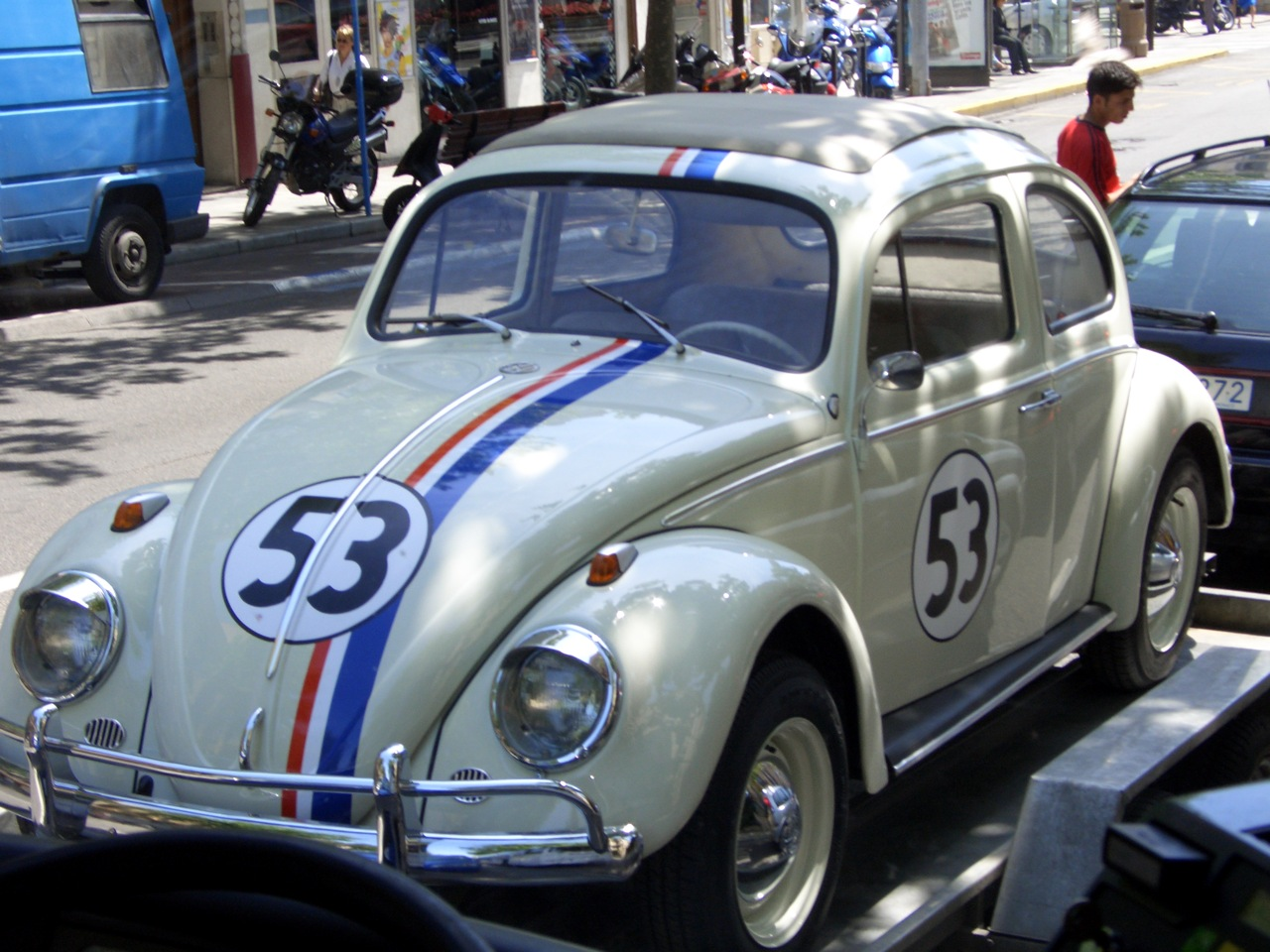
Choupette, vedette des films de Walt Disney Pictures.

John West rappelle que la majorité des productions des années 1970 est issue de droits détenus par le studio depuis longtemps, certains projets avaient été planifiés par Walt Disney mais suspendus à la fin des années 1960 et d'autres attendaient d'être mis en production. West liste pour les projets déjà entamés prévus en 1968 et 1969 mais sortis plus tard Superdad (1973), Un cowboy à Hawaï (1974), L'Île sur le toit du monde (1974), Le Trésor de Matacumba (1976), et pour ceux dont la mise en production a débuté ensuite Peter et Elliott le dragon (1977) et La Course au trésor (1978). Les droits pour le film The North Avenue Irregulars (1978) ont été achetés en 1969. Le studio cherche avant tout à reproduire des succès passés comme Mary Poppins avec L'Apprentie sorcière (1971) et Peter et Elliott le dragon (1977) ou avec des suites de films Le Nouvel Amour de Coccinelle (1974) ou Un candidat au poil (1976), voir en réutilisant les recettes gagnantes de Walt Disney Television, les comédies animalières comme Mes amis les ours (1974).
Toutefois quelques changements surviennent. Le réalisateur John Hough a été engagé par Walt Disney Productions pour dynamiser les films du studio et travaille sur La Montagne ensorcelée (1975). Hough explique qu'en 1974, Walt Disney Productions fonctionnait comme Walt Disney le faisait, le Disney qu'on avait l'habitude d'avoir, les employés portaient des costumes et tout était réalisé en interne, planifié dans les moindres détails, sans improvisation. Le chef décorateur John A. Kuri explique que les décors des Walt Disney Studios Burbank que Walt Disney avait connus étaient encore utilisés comme la plage artificielle ou la zone Zorro. Ils seront détruits dans les années 1980 pour faire place à des parking et des bureaux.
Avec le départ à la retraite de Robert Stevenson vers 1976, d'autres réalisateurs s'occupent des comédies comme Vincent McEveety qui réalise Gus (1976). Jodie Foster explique à propos du film Un vendredi dingue, dingue, dingue (1976) que l'on peut se rendre compte que la société Disney était en décalage avec son époque mais qu'elle allait changer.

#### Encore des succès mais une image qui se dégrade
En 1971, les revenus cinématographiques comptent pour plus de la moitié du total de Walt Disney Productions, mais avec l'ouverture de Walt Disney World et les mauvais résultats des films, cette proportion décline. En 1979, le cinéma ne représente que 20 % des revenus de l'entreprise dont la moitié consiste en des ressorties. John Taylor note que l'en prenant en compte l'inflation qui a doublé en dix ans, les revenus du studio sont restés stables, doublant presque eux aussi passant de 68 millions d'USD en 1970 à 144 millions d'USD en 1979.
Le plus important succès financier du studio pour les années 1970 est Le Gang des chaussons aux pommes (1975) qui récolte 37 millions d'USD. À l'opposé le studio sort Merveilles de la nature en 1975, une compilation composée d'extraits des 13 longs et courts True-Life Adventures primés d'un Oscar, donc pour un coût de production relativement faible. Mark Arnold explique que lors de sa sortie en salle, peu de publicité semble avoir été fait hormis dans le magazine Disney News. De plus dans les années 1970, les films sur la nature n'étaient plus à l'ordre du jour et il faudra attendre 2005 et La Marche de l'empereur de Luc Jacquet pour les revoir sur le devant de la scène. Mark Arnold considère les sorties des Merveilles de la nature et du Justicier aux deux visages en 1975 comme un complément de ressources à moindre coût pour le studio comme les ressorties de Blanche-Neige et les Sept Nains (1937) et L'Île au trésor (1950) et vu le succès des autres productions de l'année. Il précise qu'il faudra attendre dix ans pour que le studio réalise une année aussi faste.
Un article intitulé Working for Mickey Mouse est publié dans le numéro 2 du magazine Inside Comics évoque les conditions de travail au sein du studio. C'est dans cet article qu'apparait la première fois selon Mark Arnold la question « How Would Walt have done it? » (Qu'aurait fait Walt ?). L'article évoque comment le brillant de Disney s'est terni et comment, malgré de bons résultats financiers, l'entreprise Disney s'érode. L'article se concentre sur la personnalité de David Marlow, un monteur ayant démissionné au bout de trois mois de l'antenne de New York à cause du rejet de ses propositions de films. Cette agence compte cinq monteurs mais considérés comme des boucs émissaires et sans respect de la part du siège californien. Lors de son entretien d'embauche, Marlow n'avait pas fait assez bonne impression par son manque de connaissance des productions récentes du studio et il a du visionner 54 films pour y trouver la formule Disney. Grâce à cela, il a pu relever quelques thèmes récurrents comme la chasse et les armes, les comédies de situation, les femmes reléguées en cuisine après le mariage, les héros universitaires ou veufs et les comédies musicales<.
Les grosses productions comme L'Île sur le toit du monde en 1974 ou Le Trou noir en 1979 ont chacune été accompagnées d'une importante campagne publicitaire mais le résultat au box-office ne fut pas celui attendu. Les deux principales productions de Disney en 1977 sont La Coccinelle à Monte-Carlo et Les Aventures de Bernard et Bianca. Pour l'année 1978, seules deux productions du studio se hissent dans le top 25 des films et dans le bas du tableau, Peter et Elliott le dragon et Tête brûlée et pied tendre. Pour Mark Arnold, ces productions ont tué Walt Disney Productions dans sa forme d'alors. John Hough explique qu'avec Les Visiteurs d'un autre monde (1978) c'est le début de la fin pour les films traditionnels de Disney et que lors de son film suivant pour le studio Les Yeux de la forêt (1980) il a eu plus de liberté avec un sujet plus mature. Pour William Kallay qui ne précise pas lesquelles, de nombreuses critiques considèrent le film Les Aventures de Bernard et Bianca  à la fois comme le retour du studio à son ancienne gloire et le chant du cygne pour les vétérans du studio Kahl, Johnston, Thomas, Reitherman et Lounsberry.

#### Autres productions

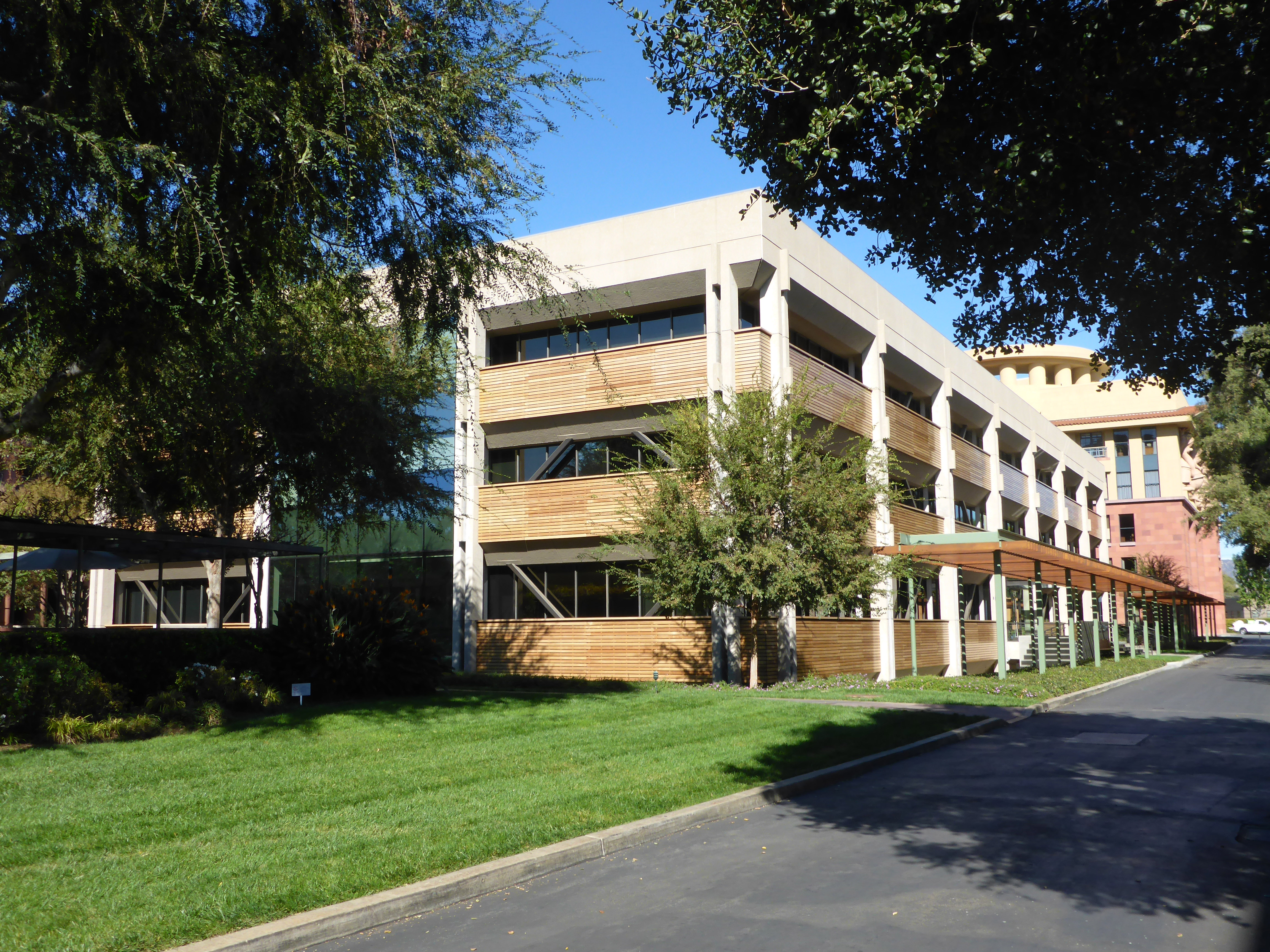
Le Roy O. Disney Building, ouvert en 1976

En dehors du cinéma, la société poursuit plusieurs projets liés aux parcs de loisirs et lieux de séjours, initiés par Walt Disney ou proche avec plus ou moins de succès comme le parc Epcot, profondément remanié, ou comme les projets de stations de ski de Disney's Mineral King Ski Resort, arrêtée en 1975 ou d'Independence Lake annulée en 1978. À partir de 1971, la société Disney crée une filiale nommée Walt Disney Distributing Company pour vendre des licences de biens de consommations à des sociétés tierces mais elle cesse ses activités en 1977 afin de vendre ses propres concepts.
En 1974, Jimmy Johnson directeur de Buena Vista Records est autorisé à contacter Gene Aberbach pour négocier le rachat des droits de Mélodie du Sud (1946) et Danny, le petit mouton noir (1948), et les droits ont été récupérés par la Walt Disney Music Company courant 1974 ou au début 1975. En 1975, Jimmy Johnson quitte son poste de président du label Disneyland Records et est remplacé par Merrill Dean. Johnson  meurt en 1976. La même année, la production des Aventures de Bernard et Bianca se poursuit, le studio Disney règne sur le milieu de l'animation, les concurrents s'étant tourné vers la production de séries télévisées d'animation. Le studio n'est pas pour autant absent du média et la programmation de The Wonderful World of Disney change pour un créneau de deux heures permettant de diffuser des films plus long sans les découper sur plusieurs semaines. La première sortie pour la société d'une production sur support vidéodisque/Laserdisc a eu lieu le 16 décembre 1978. Le studio stoppe en 1976 le spectacle itinérant Disney on Parade coproduit avec NBC.
En 1977, les chaînes HBO (1976) et Showtime (1972) commencent à se faire connaître et l'idée de créer une chaîne de télévision Disney émerge au sein de Walt Disney Educational Productions , qui gère les productions Disney en dehors des cinémas et de la télévision hertzienne, filiale dirigée par James P. Jimirro, ce sera Disney Channel lancée en 1983. Jimirro se souvient avoir présenté en mai 1977 avec Art Reynolds un projet intitulé Disney Satellite Network à la direction de Disney mais le coût du projet EPCOT a retardé l'entrée de Disney sur le marché des chaînes payantes.
Durant la décennie plusieurs projets d'attractions liés à des films sont envisagés mais les mauvais résultats des films en question mettent un terme à ces projets. David Koenig évoque Robin des Bois (1973), L'Île sur le toit du monde (1974), Le Trou noir (1979) mais aussi Tron (1982). Pour Le Trou noir, Tony Baxter explique que Disneyland est un lieu où réside les mythes américains et ne peut pas contenir un film dont seuls les parents se souviennent, comme le serait un parc sur le bal musette. Baxter critique l'absence de lien intergénérationnel du film conçu pour un public adulte.
En 1978, les revenus de Disney pour le cinéma atteignent un nouveau record de 152 millions d'USD.

### 1979: Une année charnière avec leTrou Noir
En janvier 1979, le studio Disney prépare deux longs métrages d'animation Rox et Rouky prévu pour 1980 et Taram et le Chaudron magique prévu pour 1984, le premier avec un budget de 10 millions d'USD et 15 millions pour le second. Ces valeurs peuvent être comparer à celles de 1,7 million d'USD pour Blanche-Neige en 1937 et 3 millions pour Fantasia en 1940. Le journaliste Joseph McLellan du Washington Post précise que l'époque est aux réduction de coûts dans tous les studios. McLellan indique que les productions concurrentes sont de moins bonne qualité que les chefs-d'œuvre de Disney mais des coûts comparables avec 7 millions d'USD pour La Folle Escapade et 8 millions d'USD pour Le Seigneur des anneaux (1978).
Durant la production des Aventures de Bernard et Bianca, un groupe d'animateurs se voit confier la production de Rox et Rouky (1981). Don Bluth responsable du film prend cela pour un camouflet dans son ascension hiérarchique et convainc ses proches collaborateurs dont John Pomeroy de démissionner à partir 13 septembre 1979. Durant les années précédentes, Bluth se plaignait régulièrement des coupes budgétaires menées par la direction de Disney. Ce départ, que Leonard Maltin qualifie d'exode, est une source importante d'embarras pour le studio à l'époque ayant été massivement couvert par la presse.
Charles Schreger du Los Angeles Times développe un autre exemple de reliquat d'anciennes pratiques en 1979 au sujet du scénariste Don Tait. Tait signe en 1973 un contrat exclusif avec le studio Disney pour trois ans, une position très inhabituelle pour un scénariste d'Hollywood, obtenue à la suite d'une offre de Ron Miller. Ce type de poste exclusif à un studio est même exceptionnel pour l'époque mais était la norme dans les années 1940 quand les studios produisaient deux fois plus de films. Les scénaristes sont déjà devenu des travailleurs indépendants avec des salaires à cinq ou six chiffres. En 1979, il est crédité pour le scénario de quatre des six films de Disney.
Le studio cherche en parallèle à se diversifier. En 1979, le studio achète les droits de distribution d'un film qu'il n'a pas produit Take Down qui ressort quelques mois après l'achat sous le label Buena Vista Distribution,. Ce label a été créé en 1953 comme une filiale assurant la distribution des productions Disney par Walt Disney afin de ne plus être lié à d'autres groupes cinématographiques. C'est la première production achetée depuis la mort de Walt Disney en 1966. Distribuer une production d'un autre studio est une première pour Disney, comme l'indique Charles Schreger du Los Angeles Times, et il ajoute que depuis trente ans, le studio montre la voie. Variety mentionne toutefois la distribution en 1969 du film français La Grande Vadrouille (1966).

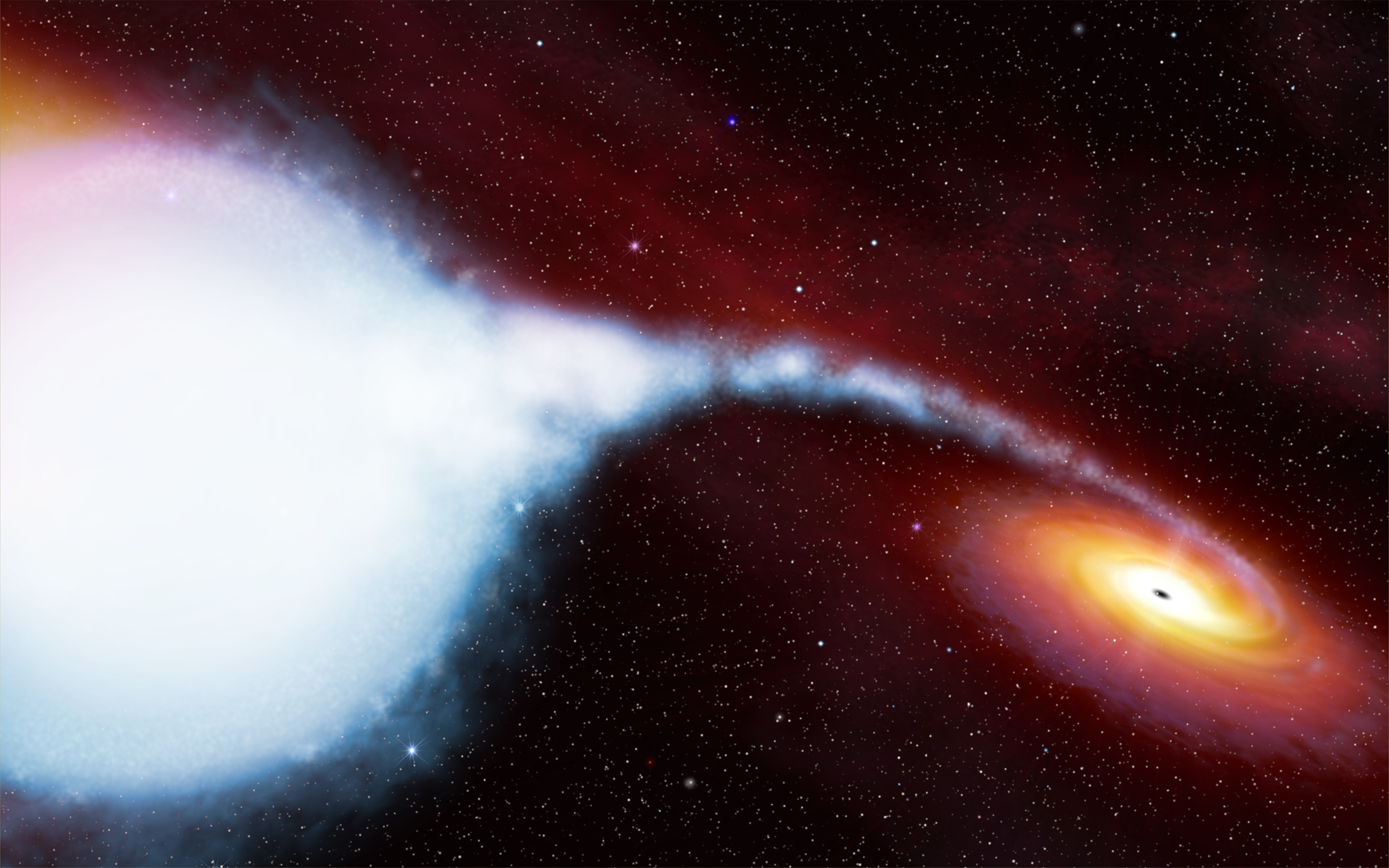
Vue d'artiste du trou noir Cygnus X-1 découvert en 1971.

Le principal projet du studio en 1979 est Le Trou noir. Dès le début, le studio prévoit d'en faire une super-production et lève tous les obstacles (internes) allant jusqu'à embaucher des talents de premier ordre comme Maximilian Schell, Anthony Perkins ou Ernest Borgnine. Le film est officiellement produit comme une réponse à la déferlante Star Wars et démontrer que les studios Disney peuvent rivaliser avec une nouvelle génération techniquement compétente et malgré ses techniques et ressources de la vieille école. Paul Sammon évoque plusieurs innovations comme l'A.C.E.S. et le matte scan même si cette dernière nécessite d'avoir recourt à deux « vénérables techniques », la projection arrière et le Technicolor trichrome.
Ce type de production, tout comme Le Dernier Vol de l'arche de Noé et Taram et le Chaudron magique, encore en production, reflète selon Sammon un changement d'attitude, un désir nouveau pour sortir du format enfantin. Schreger indique que l'intrigue du Dernier Vol de l'arche de Noé ressemble « au standard fade des films d'actions de Disney ». Mais pour Schreger, le plus important est le message que Ron Miller, PDG de Disney, veut faire passer en engageant des acteurs en dehors de l'écurie du studio, tout comme le réalisateur, une intention d'élargir sa base [de spectateurs]. Dans l'interview, Miller précise que le studio va continuer à produire des films avec ses vedettes habituelles comme Don Knotts ou Tim Conway, qui rapportent beaucoup, mais qu'il cherche [avec d'autres films] à toucher un public plus large. À la fin des années 1970, le public de Disney est situé au-dessus et en dessous de la principale tranche d'âge, à savoir les 14-25 ans.
Terry Lawson du Dayton Journal Herald explique que si le film est un succès il pourrait sortir le studio du marasme dans lequel il est à la fin des années 1970 et repositionner le studio comme une Major du cinéma. Dans le cas contraire, la machine à rêve devra se contenter d'une ressortie de ses classiques d'animation deux fois par an et quelques nouveaux films comme ceux avec Don Knotts. Le film ne présente pas le logo de Walt Disney Productions mais celui de Buena Vista Distribution, à la suite d'une proposition du réalisateur Gary Nelson. Accompagnée d'une importante production promotionnelle. Le studio fait par exemple adaptée le scénario en comic strip par Carl Fallberg au scénario, Jack Kirby au crayon et Mike Royer à l'encrage. Jack Kirby est le célèbre auteur de comics qui a créé pour l'éditeur Marvel Comics, de nombreux super-héros comme les Quatre Fantastiques, L'Incroyable Hulk, Thor, les Vengeurs ou les X-Men.

### 1980-1984: Recherche d'un nouveau public

#### Tentatives de productions pour un public différent
Poursuivant la dynamique du film Le Trou noir, le studio tente d'autres genres cinématographiques avec par exemple un film d'horreur, Les Yeux de la forêt réalisé par John Hough. Mais le film possède lui aussi des défauts, dont un problème de fin qui en fait l'un des rares films à ressortir avec une fin alternative. Aljean Harmetz du New York Times s'interroge sur le fait que Disney ait retiré des salles le film pour lui donner une nouvelle fin, ce qui semble une première dans le domaine. Mark Arnold écrit qu'au contraire du film Le Trou noir (1979) qui ne possédait pas de fin au début de sa production, le film Les Yeux de la forêt avait une fin durant sa production mais qui n'a pas été diffusée initialement. Andrew Epstein du Los Angeles Times se demande en mai 1980, lors de l'annonce de la sortie anticipée en vidéo du film Le Trou noir si Mary Poppins va restaurer la confiance perdue envers les studios Disney, le joyeux film de 1964 ressortant en salle en pleine débâcle du studio à cause du film Les Yeux de la forêt. Mark Arnold considère le film La Coccinelle à Mexico (1980), qu'il qualifie de nul comme le chant du cygne de Walt Disney Productions tel qu'il était jusqu'alors et que le renouveau ne débute qu'en 1985, après l'arrivée de Michael Eisner.
Leonard Maltin note un changement passé inaperçu mais qu'il considère comme génial, la nomination de  Tom Wilhite comme vice-président chargé du développement des films d'animation et de la télévision. Il était le responsable de la publicité et alors âgé de 27 ans. Maltin ne précise pas la date de nomination. John Taylor précise, c'est Ron Miller qui a procédé à cette nomination de Tom Wilhite. Dans la presse, il est crédité comme chef de la publicité lors de la sortie du Trou noir jusqu'en décembre 1979 mais en janvier 1980 il est présenté comme directeur des affaires créatives, dénomination proche de celle du développement. Maltin explique que Wilhite est alors intéressé par l'authentique et non pas les changements cosmétiques. Wilhite va solliciter des scénarios, des droits et des idées auprès de toutes les personnes de l'industrie du cinéma, environnement dont le studio était isolé depuis cinquante ans. Wilhite demande l'autorisation d'utiliser le principe de la participation aux profits dans les négociations avec les intervenants d'Hollywood, réalisateurs ou acteurs, la plupart refusant auparavant de travailler avec Disney. Wilhite encourage aussi les productions internes avec le lancement de petits projets, dont le meilleur exemple est Vincent (1982) de Tim Burton. Darrell Van Citters lance un projet intitulé Fun with Mr. Future qui sort en 1982. Wilhite obtient l'autorisation de produire de nouveaux films avec Mickey Mouse, ce sera Le Noël de Mickey (1983).
En février 1980, après la nomination de Card Walker comme PDG de Disney en 1980 à la place de Donn Tatum, Ron Miller est nommé président de la société. Ce poste lui permet d'influencer les productions cinématographiques en vue de les revitaliser tandis que Walker prend en charge le projet EPCOT. Miller collabore alors activement avec Wilhite, John Taylor indiquant que Miller à l'origine de pour la nomination de Wilhite. La direction de Disney décide de ressortir le film Fantasia (1940) avec une nouvelle bande sonore en retirant les apparitions de Leopold Stokowski et les commentaires de Deems Taylor. Cette proposition est alors vivement critiquée. Tandis que Le Noël de Mickey est en cours de production, les courts métrages validés par Wilhite sont affectés par des problèmes et des querelles. Le film de Dingo, Fou de foot réalisé par Citters est trop loufoque pour la direction et elle demande à Ward Kimball de revenir comme consultant pour refaire le film, qui ne sortira qu'en 1987 avec une diffusion à la télévision.
Afin d'assurer le succès en salles de ses films, le studio a recours à la méthode du double programme. Disney sort les Amy couplé avec une ressortie d'Alice au pays des merveilles (1951), Condorman avec Les Aristochats (1970), Le Dernier Vol de l'arche de Noé avec Les 101 Dalmatiens (1961) et la seconde sortie des Yeux de la forêt avec Max et le Diable. Mais la plupart de ces films sont des échecs Condorman est une perte de 9,5 millions d'USD, Le Dragon du lac de feu, Amy et Max et le Diable cumulent eux 10 millions d'USD de pertes. Seul Rox et Rouky parvient à récolter 15 millions d'USD aux États-Unis. Comme préconisé par Terry Lawson en 1979, le studio poursuit ses ressorties de longs métrages d'animation avec deux films en 1981, quatre en 1982 et trois films en 1983.
Le studio décide aussi de coproduire des films avec Paramount Pictures, comme Popeye (1980) ou Le Dragon du lac de feu (1981). Les deux films ne remportent pas un grand succès. La tentative de faire un film de super héros avec Condorman (1981)  n'a pas eu le résultat financier escompté à sa sortie en salle ce qui a terni un peu plus l'image de la société Disney. Pour Mark Arnold, malgré une importante campagne promotionnelle, le studio Disney n'a plus qu'à faire mieux avec sa production suivante Tron (1982). Pour William Kallay, quand le studio Disney acquiert les droits de Tron, il luttait désespérément pour se réinventer.
En février 1981, Gary Arnold du Washington Post évoque un avenir moins sombre avec la sortie durant l'été de Rox et Rouky mais aussi la mise en production d'un film dans la tradition Disney, Un homme parmi les loups (1983). Gary Arnold résume ainsi sa pensée : « l'animation et la faune ont toujours apporté à l'entreprise plus de prestige que la comédie ou le surnaturel ».
En 1982 et à la suite des désaccords des animateurs sur la production de Taram et le chaudron magique, le studio Disney lance un projet parallèle Basil, détective privé (1986), adapté de la série de livres Basil of Baker Street d'Eve Titus. John Musker et Ron Clements, évincés de la production de Taram et le chaudron magique dirigent le projet et réalisent ici leur premier film en tant que réalisateurs.

#### Le marché des vidéocassettes

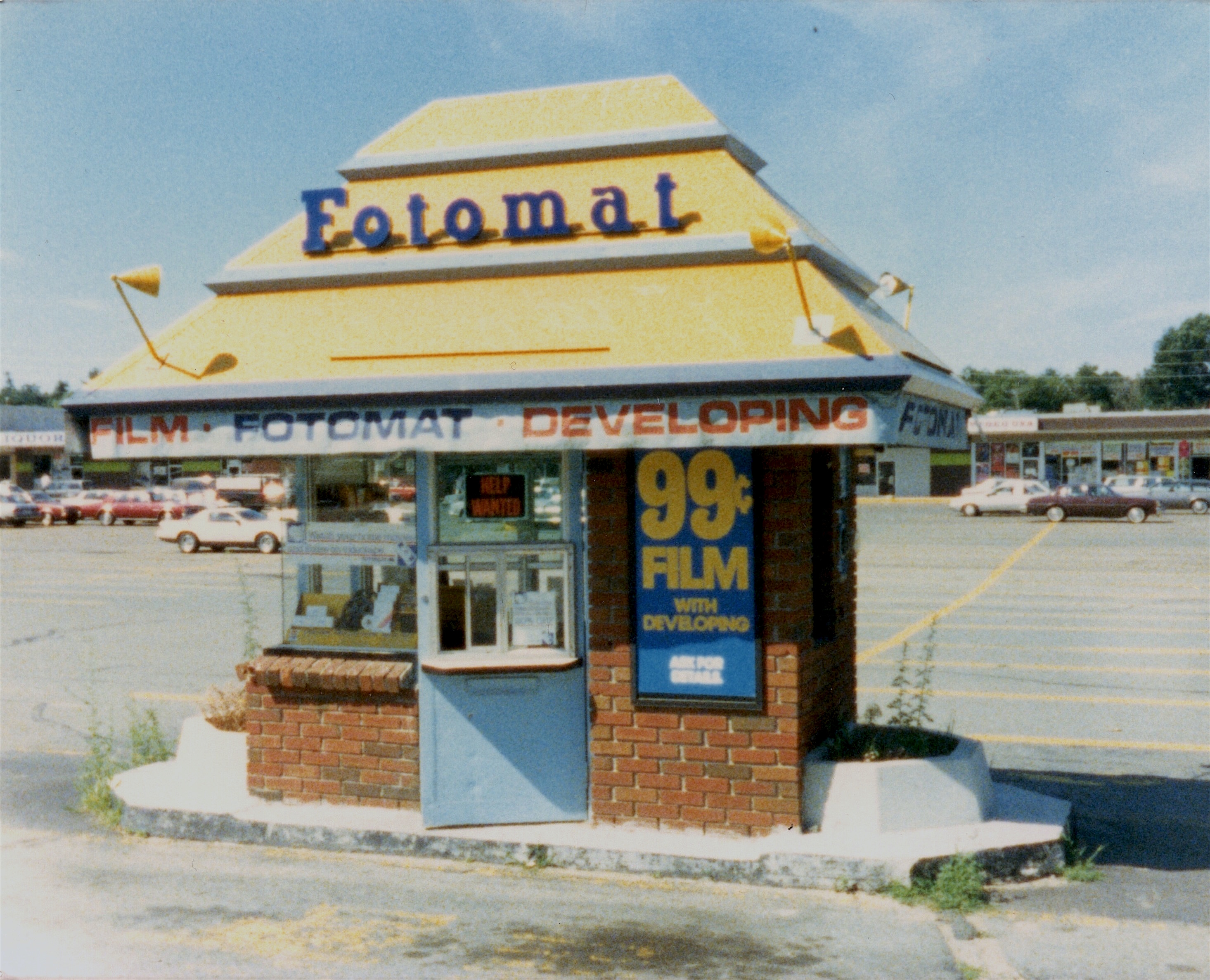
Un comptoir de Fotomat en 1987.

En mars 1980, plusieurs sociétés se lançaient sur le marché des vidéodisques et parmi les différents contrats, la presse mentionne Zenith Radio utilisant une technologie RCA, Universal filiale de MCA associé a Philips, 20th Century-Fox avec Magnetic Video.
La division Walt Disney Educational Productions dirigée par James P. Jimirro essaye de pénétrer le marché émergent des vidéocassettes à partir de 1979. Le studio Disney s'associe à Fotomat pour la location de vidéocassettes dans quatre villes tests et un catalogue de 13 films, contrat officialisé le 4 mars,. Parmi les films louables pour 5 jours au prix de 8 à 14 $, il y a Un amour de Coccinelle, Monte là-d'ssus, La Montagne ensorcelée disponibles dès mars 1980 puis à partir de septembre 1980 Le Trou noir, Davy Crockett, Vingt Mille Lieues sous les mers. En octobre 1980, la société édite ses premiers films à la fois sur support VHS et betamax. En plus de quelques compilations de courts métrages d'animation, dix films sont édités sous ces formats dont Le Trou noir et Un amour de Coccinelle. Le premier long métrage d'animation Disney à sortir en vidéo est Dumbo, édité en juin 1981 mais en location seulement. Alice au pays des merveilles est lui édité de la même façon en octobre 1981 puis les deux titres sont mis en vente libre à partir de 1982. Le contrat avec Fotomat s'interrompt en mars 1982, avec l'arrêt de son service de location de vidéocassettes au profit d'un service de vente par correspondance en raison du développement du marché des vidéo-clubs.

#### Réorganisation et nouveau label
Vers mars 1983, Ron Miller qui vient d'être renouveler au poste de président et en plus de directeur général décide de remplacer Tom Wilhite par Richard Berger. Wilhite était responsable des productions cinématographiques et même si Miller a apprécié les idées des deux années précédentes elles n'avaient pas généré les succès escomptés. L'une des dernières actions de Wilhite a été d'inciter le studio à développer un second label cinématographique. Ron Miller le prendra au mot avec la création de Touchstone Pictures en 1984. De son côté, Wilhite parti de la société fonde la même année le studio Hyperion Pictures. Le 1er avril 1983, Walt Disney Productions crée à partir du département « animation et films » (Pictures) une société à part entière mais filiale à 100 %, Walt Disney Pictures.
Début février 1984, le New York Times revient sur les années précédentes à l'occasion de la création du nouveau label cinématographique Touchstone Films. Le quotidien mentionne des pertes de 27 millions d'USD pour l'année 1982 et 33 millions d'USD pour 1983. Pour l'année 1982, le quotidien cumule les mauvais résultats des films Les Yeux de la forêt (1981), un film à suspense surnaturel, La Nuit de l'évasion (1981), une échappée en ballon depuis l'Allemagne de l'Est et Tron (1982). Pour 1983, la majorité consiste au mauvais résultat de La Foire des ténèbres (1983) qui portait le label Disney tandis que le film Un homme parmi les loups pour lequel la relation avec Disney avait été cachée recevait un bon accueil. Pour résoudre ce problème, la société Walt Disney Productions décide de crée un nouveau label cinématographique plus adulte. Richard Berger déclare qu'à l'époque le public ne sait pas quel studio produit des films comme Star Wars ou Indiana Jones ni Tron mais si vous mettez Disney en haut d'un film érotique ou pornographique comme Emmanuelle (1974), alors il se dit qu'il peut y aller avec ses enfants. Le studio Walt Disney Pictures qui produisait auparavant tous les films de Disney se recentre sur les productions pour la famille. La marque devient un synonyme du studio d'animation Disney. Les ressorties des films d'animation, presque tous les sept ans, permettent au studio d'avoir un revenu réguliers. La ressortie de Blanche-Neige et les Sept Nains durant l'été 1983 a récolté 30 millions d'USD dont la moitié directement versée dans les caisses de Disney. La ressortie en 1979 du Livre de la jungle en Allemagne a établi un record récoltant plus que Star Wars.
En juin 1983, la société Silver Screen Partners récolte des fonds pour financer des projets cinématographiques et après quelques films avec TriStar signe avec Disney principalement des films de Touchstone Pictures. Pour le cinéma en prise de vue réelle, un changement bien visible est la destruction des décors des Walt Disney Studios Burbank de la Zorro Street, la Residential Street et la Western Street détruits en 1984 pour y placer des caravanes et bureaux mobiles pour les producteurs indépendants engagés par le studio.

### 1984-1988: Changement de direction et réorganisation du studio

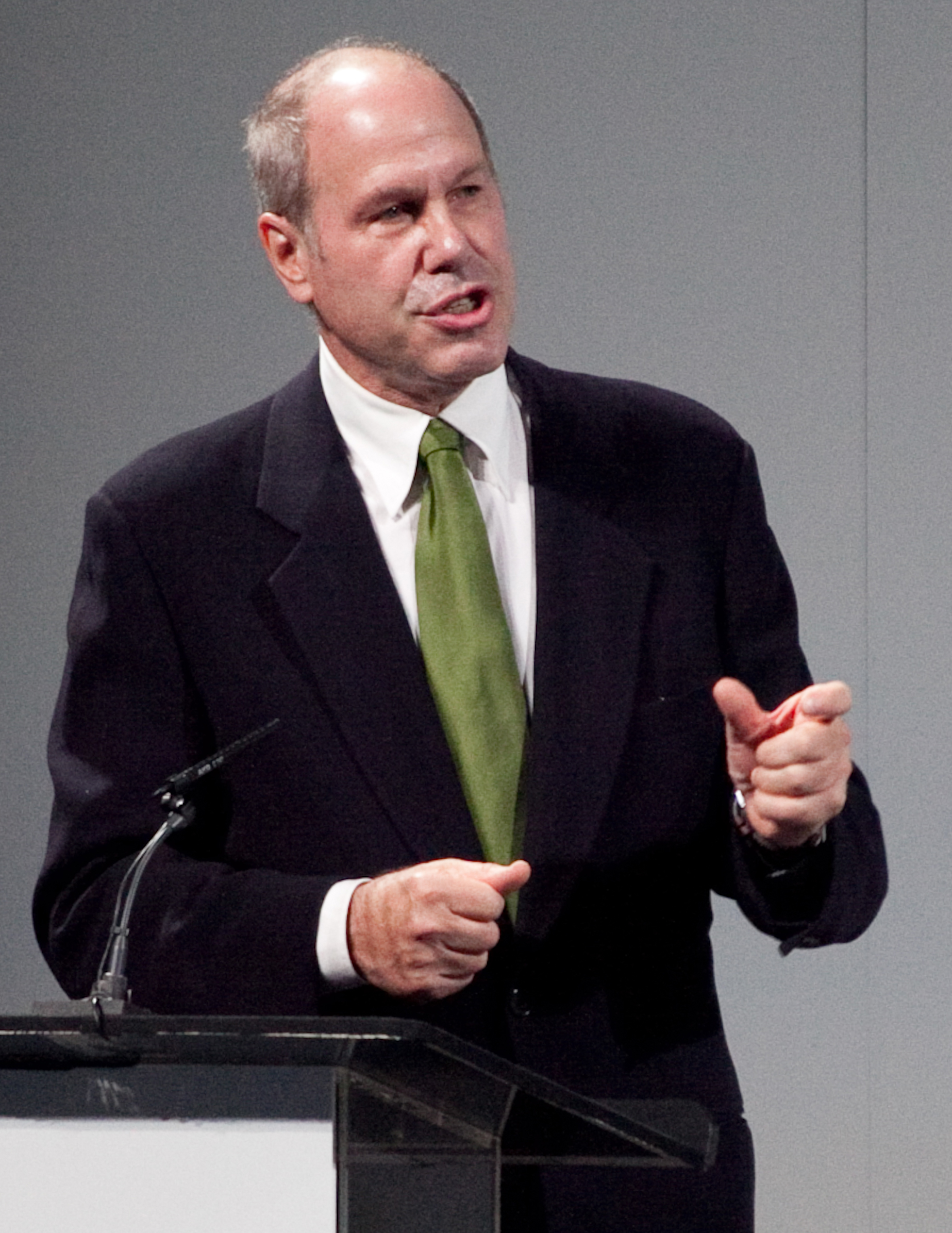
Michael Eisner en octobre 2010

À partir de 1984, la société Walt Disney Productions est la cible d'une tentative d'OPA de la part de groupes financiers spécialisés dans la vente en lots menée par Saul Steinberg. Une véritable guerre prend part pour le contrôle de l'entreprise. James B. Stewart, intitule son ouvrage consacré à la période Disney War (2005), et la troisième édition est titrée Disneywar: : The Battle for the Magic Kingdom (« La guerre Disney : Bataille pour le royaume enchanté »), traduit en français par Le Royaume enchanté (2011). Les intervenants sont nombreux est inclus des entreprises comme Gibson Greetings. À la suite de nombreuses tractations, le directoire de la société accepte l'entrée de groupes financiers dans son capital et nomme le 23 septembre 1984, Michael Eisner PDG et Frank Wells, directeur général financier.
Du côté du cinéma, en juin 1984, le film Taram et le Chaudron magique est en phase finale de production. C'est un film ambitieux ayant nécessité plus de dix ans de travail dans un style novateur pour le studio initié par Ron Miller. Le film Splash est un succès ayant récolté en septembre 1984 plus de 69 millions d'USD tandis que le film Un homme parmi les loups est ressorti une troisième fois en juillet, rapportant 25 millions d'USD. À l'automne 1984, l'animation de Basil, détective privé débute dans les nouveaux sièges de Glendale à Flower Street pour un travail d'un an et demi. La sortie du film au départ prévue pour Noël 1987 et fixée au mois de juillet 1986.
En novembre 1984, une division-filiale est créée spécialement pour les séries télévisées : Walt Disney Television Animation. De plus, Walt Disney Productions prend le nom de Walt Disney Company. La nouvelle direction lance de nouveaux projets que ce soit pour les films et les autres secteurs de la société. Différents projets pour rebondir sur la principe de film musical entamée avec Fantasia ont émergé dont l'un évoqué par André Previn dans son mémoire No Minor Chords et proposé par Jeffrey Katzenberg de faire un Fantasia consacré à la musique des Beatles. John Grant indique que l'un des projets fut baptisé Musicana mais qu'en raison du non-renouvellement des animateurs à la suite de plusieurs années de réduction des productions, ce projet de haute qualité n'a pas pu voir le jour.
En mars 1985, Disney achète les droits d'adaptation d’Oz, un monde extraordinaire pour 12 ans au travers de sa filiale britannique Walt Disney Productions Limited. À partir de juillet 1985, Pinocchio est à son tour édité en vidéo et inaugure le système pour les sorties vidéo Disney : un « titre est édité, disponible en temps limité, retiré ensuite de la vente afin de permettre une période moratoire et une réédition quelques années plus tard ». Ce système a été baptisé « The Vault » (« le coffre-fort) ». C'est aussi en 1985 qu'est sorti la première tentative d'édition directe en vidéo avec Breakin' Through de Peter Medak. Le système n'a été relancé qu'en 1994 avec le premier long métrage d'animation en direct-to-video, Le Retour de Jafar puis d'autres productions.
Taram et le chaudron magique sort le 24 juillet 1985 et reçoit un accueil mitigé de la part de la critique et devient un échec commercial avec 21 millions de dollars de recettes pour un budget de 44 millions, menaçant la faillite des studios d'animation Disney alors que la production de Basil, détective privé se poursuit.
Basil, détective privé sort le 2 juillet 1986 et reçoit un accueil enthousiaste de la critique et rencontre le succès financier récoltant plus de 25 millions d'USD de recettes en trois mois dépassant les 14 millions de dollars du coût de production. Son succès financier compensant l'échec commercial du film d'animation précédent sauve les studios d'animation Disney de la faillite et rend possible la « Renaissance Disney » avec des films tels que La Petite Sirène (1989), La Belle et la Bête (1991), Aladdin (1992) et Le Roi Lion (1994).
En 1986, Walt Disney Pictures est « amputée » de sa division principale, celle des films d'animation longs métrages, qui devint une filiale sous le nom de Walt Disney Feature Animation. En octobre 1987, Disney édite La Belle et le Clochard en cassette vidéo avec 2 millions d'exemplaires en pré-commande mais le succès du support vidéo va forcer le studio à changer de politique commerciale arrêtant les ressorties au cinéma.
En 1988, David Hobermann est nommé président de Walt Disney Pictures tandis que Ricardo Mestres devient président de Touchstone Pictures.
Hobermann est nommé président en 1994 de la division Motion Pictures avant de partir début 1995 pour devenir un producteur indépendant.

## Productions

### Courts métrages d'animation
- Courts métrages publicitaires, un seul film durant cette période, en 1986
- Courts métrages éducatifs, production débutée en 1955 et se poursuivant jusqu'en 1995
- 1982 : Fun with Mr. Future
- 1982 : Vincent de Tim Burton
- 1987 : Fou de foot (Sport Goofy in Soccermania)

### Moyens métrages d'animation
- 1974 : Winnie l'ourson et le Tigre fou (Winnie the Pooh and Tigger Too)
- 1978 : Le Petit Âne de Bethléem (The Small One)
- 1983 : Sacrée journée pour Bourriquet (Winnie the Pooh and a Day for Eeyore)
- 1983 : Le Noël de Mickey (Mickey's Christmas Carol)

### Longs métrages d'animation
- 1977 : Les Aventures de Winnie l'ourson
- 1977 : Les Aventures de Bernard et Bianca
- 1977 : Peter et Elliott le dragon
- 1981 : Rox et Rouky
- 1985 : Taram et le Chaudron magique
- 1986 : Basil, détective privé
- 1988 : Oliver et Compagnie

### Longs métrages en prises de vue réelle
- 1973 : Nanou, fils de la Jungle (The World's Greatest Athlete)
- 1973 : Charley et l'Ange (Charley and the Angel)
- 1973 : Un petit Indien (One Little Indian)
- 1973 : Superdad
- 1974 : Le Nouvel Amour de Coccinelle (Herbie Rides Again). Suite d'Un amour de Coccinelle (1968).
- 1974 : Mes amis les ours (The Bears and I)
- 1974 : Un cowboy à Hawaï (The Castaway Cowboy)
- 1974 : L'Île sur le toit du monde (The Island at the Top of the World)
- 1975 : L'Homme le plus fort du monde (The Strongest Man in the World)
- 1975 : La Montagne ensorcelée (Escape to Witch Mountain)
- 1975 : Le Gang des chaussons aux pommes (The Apple Dumpling Gang)
- 1975 : Objectif Lotus (One of Our Dinosaurs is Missing)
- 1975 : Merveilles de la nature (The Best of Walt Disney's True-Life Adventures), compilation d'extraits de True-Life Adventures
- 1975 : Le Justicier aux deux visages (Dr Syn alias the Scarecrow), film extrait de la série L'Épouvantail (1964)
- 1975 : Mais où est donc passé mon poney ? (Ride a wild pony)
- 1976 : La Folle Escapade (No Deposit, No Return)
- 1976 : Le Trésor de Matacumba (Treasure of Matecumbe)
- 1976 : Gus
- 1976 : Un candidat au poil (The Shaggy D.A.). Suite de Quelle vie de chien ! (1959)
- 1976 : Un vendredi dingue, dingue, dingue (Freaky Friday)
- 1977 : Les Petits Voleurs de chevaux (The Littlest Horse Thieves)
- 1977 : La Coccinelle à Monte-Carlo (Herbie Goes to Monte Carlo). Troisième film de la série initiée avec Un amour de Coccinelle (1969).
- 1977 : Peter et Elliott le dragon (Pete's Dragon)
- 1977 : La Course au trésor (Candleshoe)
- 1978 : Les Visiteurs d'un autre monde (Return from Witch Mountain). Suite de La Montagne ensorcelée (1975).
- 1978 : Le Chat qui vient de l'espace (The Cat from Outer Space)
- 1978 : Tête brûlée et pied tendre (Hot Lead and Cold Feet)
- 1979 : Take Down, distribution uniquement par Buena Vista Distribution
- 1979 : The North Avenue Irregulars
- 1979 : Le Retour du gang des chaussons aux pommes (The Apple Dumpling Gang Rides Again). Suite du Gang des chaussons aux pommes (1975).
- 1979 : Un cosmonaute chez le roi Arthur (Unidentified Flying Oddball)
- 1979 : Le Trou noir (The Black Hole)
- 1980 : Une nuit folle, folle (Midnight Madness)
- 1980 : Les Yeux de la forêt (The Watcher in the Woods)
- 1980 : La Coccinelle à Mexico (Herbie Goes Bananas). Quatrième film de la série initiée avec Un amour de Coccinelle (1969).
- 1980 : Le Dernier Vol de l'arche de Noé (The Last Flight of Noah's Ark)
- 1980 : Popeye, coproduit avec Paramount Pictures
- 1981 : Max et le Diable (The Devil and Max Devlin)
- 1981 : Amy
- 1981 : Les Yeux de la forêt, version alternative (The Watcher in the Woods)
- 1981 : Le Dragon du lac de feu (Dragonslayer), coproduit avec Paramount Pictures
- 1981 : Condorman
- 1982 : La Nuit de l'évasion (Night Crossing)
- 1982 : Tron
- 1982 : Tex
- 1983 : Meurtres à Malte (Trenchcoat)
- 1983 : La Foire des ténèbres (Something Wicked This Way Comes)
- 1983 : Un homme parmi les loups (Never Cry Wolf)
- 1984 : Les Tigres (Tiger Town)
- 1985 : Oz, un monde extraordinaire (Return to Oz)
- 1985 : Natty Gann (The Journey of Natty Gann)
- 1985 : Un drôle de Noël (One Magic Christmas)
- 1986 : Le Vol du Navigateur (Flight of the Navigator)
- 1987 : Benji la malice (Benji the Hunted)
- 1988 : Qui veut la peau de Roger Rabbit (Who Framed Roger Rabbit)

Voir aussi Touchstone Pictures pour la période 1984-1988

### Autres métrages
- 1977 : Le Conte des deux animaux (A Tale of Two Critters)

### Productions télévisuelles
- 1969-1979 : The Wonderful World of Disney sur NBC
- 1979-1981 : Disney's Wonderful World sur NBC
- 1981-1983 : Walt Disney sur CBS
- 1986-1988 : The Disney Sunday Movie sur ABC
- 1988-1998 : The Magical World of Disney sur NBC

À partir de 1983, Disney Channel développe ses propres productions au travers de Walt Disney Television pour les séries et films en prises de vues réelles et Walt Disney Television Animation pour les séries d'animations.
Voir aussi les listes suivantes :
- Liste des séries télévisées produites par les studios Disney
- Liste des épisodes du Monde merveilleux de Disney.

## Analyse
Pour Joe Flower, le succès du studio dans les années 1950 et 1960 est lié au Baby-boom après la Seconde Guerre mondiale, période où les parents, anciens vétérans de la guerre, auraient cherché avidement des loisirs agréables et sûres pour leurs jeunes enfants. Une fois devenu adolescents ou de jeunes adultes dans les années 1970, ces enfants nommés baby-boomers ont eues d'autres aspirations et le succès de Disney s'est émoussé. Les films produits par le studio possèdent des valeurs basées sur les contes traditionnels sans êtes sujets à une mode éphémère ce qui a permis à l'entreprise de presque devenir une machine à billets sans-risque aidée en cela par le système de ressorties régulières de films atemporels. Mais le public des années 1970 demande d'autres types de productions comme Star Wars, Le Parrain (1972), Apocalypse Now (1979) ou Alien (1979).

### Disney domine les effets spéciaux
Bien que semblant désormais primitifs, les effets spéciaux du film La Montagne ensorcelée (1975) démontrent l'avance technologique des Studios Disney, deux ans avant la sortie de La Guerre des étoiles (1977). Les effets spéciaux ont été réalisés avec des objets physiques et des techniques optiques, comme le révèle l'artiste d'effets spéciaux Danny Lee. Selon Arnold, les effets spéciaux de ce film sont comparables à certains effets numériques des années 2000, et ont été testés plusieurs mois avant le tournage. Harrison Ellenshaw explique dans un documentaire que lui et son père Peter Ellenshaw ont conçu de nombreux effets spéciaux grâce au matte painting, technique utilisée jusqu'à Dick Tracy (1990), après quoi le numérique prédomine.
Le studio utilise depuis de nombreuses décennies la méthode d'incrustation du fond bleu développée sur la série Out of the Inkwell du Fleischer Studios et utilisée par Disney sur les Alice Comedies (1923-1927) , elle est aussi présente dans Les Trois Caballeros ('1945), Mélodie du Sud (1946), Mary Poppins (1964) ou L'Apprentie sorcière (1971), mais aussi les publicités Kellogg's de Tony le tigre (en) pour les Frosties. Elle l'utilise à nouveau sur Peter et Elliott le dragon (1977) et Qui veut la peau de Roger Rabbit (1988).
Depuis le début des années 1960, le studio fait usage de la méthode d'incrustation du procédé à la vapeur de sodium avec  Donald et la Roue (1961) ou Mary Poppins (1964) pour lequel Ub Iwerks et Petro Vlahos ont reçu un Oscar en 1965,,,. Mark Arnold note que le film Tête brûlée et pied tendre sorti en juillet 1978 permet de constater l'évolution des effets spéciaux depuis La Fiancée de papa (1961) si l'on compare les apparitions de Jim Dale jouant trois personnages interagissant à celles des jumelles jouées par Hayley Mills, se faisant souvent face.
La position de Disney dans le domaine des effets spéciaux reste toutefois incontestée. William Kallay écrit que Tron (1982) est l'un des films les plus innovants jamais produit utilisant une technologie alors inaboutie, l'informatique et des effets spéciaux visuels "à l'ancienne" issues de la magie, un groupe hétéroclite d'anciens hippies et d'artistes informatiques. Tron est l'aboutissement d'un immense risque artistique, d'ingénuité créative, tout comme des chocs créatifs, des accomplissements techniques et des sacrifices personnels. Tron est aussi l'histoire de la transformation des studios Walt Disney. Pour Kallay, sans Tron, il n'y aurait pas de Pixar, le studio Disney n'aurait pas eu sa renaissance et les Effets spéciaux numériques n'auraient pas évolué aussi rapidement. Kallay considère Tron au même niveau que 2001, l'Odyssée de l'espace (1968) ou Star Wars, épisode IV : Un nouvel espoir (1977). Et le film Qui veut la peau de Roger Rabbit sorti en 1988 est un projet ambitieux pour le studio Disney qui a à la fois produit le film sous le label Touchstone Pictures et s'associe à Amblin Entertainment, le studio de Steven Spielberg.

### Déclin des années 1970
Amy Davis écrit que le studio a produit 19 longs métrages d'animation sur la période 1937-1967 mais seulement huit entre 1968 et 1988. Sally Odge Davis du New York Times Magazine publie en novembre 1980 un article sobrement intitulé Disney films have lost that old magic (« Les films de Disney ont perdu cette vieille magie ») qu'elle débute ainsi : « L'entreprise Walt Disney Productions, l'un des plus conglomérats les plus prospères dont l'activité est basée sur le cinéma a un gros problème. Il semble qu'elle n'arrive plus à faire de films à succès ». Davis rappelle qu'à l'époque les adolescents forment une part plus importante du public dans les salles, et malgré cela Disney n'arrive pas à attire ce public qui est le sien. Alors que la concurrence produit des films de cinéastes bercés par la magie Disney, cette magie semble absente du studio. La plupart des films du moment dans lesquels s'affrontent le bien et le mal sans violence ou sexe excessifs sont des films que Disney aurait pu faire, selon Davis, et que le studio n'a pas fait. Les chiffres confirment ce déclin passant de 6% du marché de la location en 1977 à 4 % en 1979 tandis que la part des revenus de la branche cinéma de Disney est tombée de la moitié à un quart du total en 1979. Le film Le trou noir devait aider le studio à sortir de cette situation avec un nouveau genre mais au bout d'une semaine le public ne venait plus et les 50 millions d'USD envisagés n'ont pas été récolté. Davis cite sans le nommer un critique cynique pour qui « le seul trou noir du film est le scénario, qui n'a pas de fin et le public n'en a pas été prévenu. » Davis poursuit son plaidoyer en ajoutant que Le trou noir a été suivi à Pâques 1980 du film Les Yeux de la forêt pour lequel Vincent Canby du New York Times écrit qu'il « met au défi le plus indulgent des fans de lui fournir une explication cohérente pour la fin du film. » Miller considère le résultat du film Le Dernier Vol de l'arche de Noé, comme une écriture comptable, une perte de 6 millions d'USD. Davis évoque aussi le départ de douze animateurs prometteurs partis fondés leur propre studio, le groupe de Don Bluth. Davis indique que la direction de Disney cherche à changer les choses avec la nomination de David Ehrman, débauché de 20th Century-Fox, responsable de scénarios dont l'un des projets est Tex adapté d'un roman de S. E. Hinton. De plus, Ron Miller et Card Walker ont plusieurs fois rencontré George Lucas sans plus de détails sur leur collaboration. Pour Charles Salomon, les animateurs semblent contents de se répéter, de reproduire les mêmes choses.
Mark Arnold écrit que les films comme Le Chat qui vient de l'espace (1977), Un cosmonaute chez le roi Arthur (1979) et Le Trou noir (1979) ont été produits pour capitaliser sur le succès de La Guerre des étoiles. De même, Une nuit folle, folle (1979) a été produit pour surfer sur la vague de American College (1978), de la série des National Lampoon's.
William Kallay dans le making-of de Tron écrit que le studio Disney « n'a pas réussi à s'approprier les changements des années 1960 et 1970 conservant un aspect familial mais qui reste piégé dans le temps, comme si une fée avait jeter un sort pour protéger le studio des sévices du Temps ». Parmi les éléments qui ont changé le monde de l'époque, Kallay cite plusieurs duo qui s'opposent comme la Guerre du Viêt Nam qui s'éloigne des conflits dépeints par John Wayne, les politiciens qui perdent leur irréprochabilités, la musique qui passe de Frank Sinatra à Jimi Hendrix. Il poursuit avec d'autres changement majeurs dont l'intégration du sport dans la vie quotidienne, la diversité du cinéma, la mode et l'apparence qui perd son conservatisme et le vent de rébellion qui touche l'Amérique.

### Tournant des années 1980: recherche désespérée d'un nouveau public
À la fin des années 1970, Ron Miller est alors à la tête des Walt Disney Productions et cherche à diversifier le public des studios. Michael Blowen du Boston Globe rappelle que le label Disney était synonyme de film grand public - gentil, propre, des fantaisies très américaines proposant un combat entre le bien et le mal. Mais après une longue phase officiellement de « transition » après la mort de Walt Disney, de quinze ans, le studio ne semble pas avoir choisi sa voie. Le réalisateur Gary Nelson explique à propos du Trou noir que le studio voulait un film plus mûr, éloigné du tout public habituel mais n'avait pas prévu les conséquences d'une classification PG. Le producteur Tom Leetch présente une histoire à Ron Miller et pense que le film Les Yeux de la forêt pourrait être leur Exorciste (1973). Après une première sortie ratée en avril 1980, le film est remanié et le studio prévoit une seconde sortie. Le film offre au studio Disney deux primautés, son premier film d'horreur et d'être le premier film du cinéma à être retiré des salles pour lui donner une nouvelle fin. Lors de cette seconde sortie du film Les Yeux de la forêt, fin 1981, Aljean Harmetz du New York Times écrit que cela fait quatre ou cinq ans que le studio cherche à attirer le public adolescent, sans succès. Pour Gary Arnold du Washington Post, le studio souffre d'un problème d'image de soi à la suite des récents déboires du studio après l'échec du Trou noir, le contrecoup d'une farce réalisée par de jeunes cinéastes avec Une nuit folle, folle et le presque reniement d'une production inachevée, un film à suspense nommé  Les Yeux de la forêt. Une des conséquences est la recherche désespérée d'éléments d'histoire moins inoffensifs comme pour Max et le Diable (1981). Le journaliste du Washington Post a l'impression que les producteurs de Max et le Diable supplient le public de lui dire ce qu'il attend tandis qu'ils mélangent dans un chaudron des ingrédients incompatibles, inconscients qu'ils aggravent une recette fondamentalement peu recommandable. Gary Arnold conclut en écrivant que « quand les gens de Disney nous invitent dans un jacuzzi, il est temps d'administrer des tranquillisants et des compresses froides ».
En parallèle, le studio essaye différentes méthodes pour atteindre le succès ou ne pas perdre trop d'argent, que ce soit la méthode du double programme ou les coproductions comme Le Dragon du lac de feu coproduit avec Paramount Pictures. Blowen indique qu'en dehors du succès du film d'animation Rox et Rouky, les tentatives de Disney auprès d'autres publics sont des échecs participant à une crise identitaire. Le studio se lance même en retard dans le support vidéo des VHS. Blowen conseille à la direction de Disney « pour reconquérir l'intégrité établie par leur fondateur de faire mieux au lieu de produire des films éculés avec des acteurs dont le nom a survécu à leur talents. ».

### Frozen in Ice
1. ↑  Arnold 2013, p. 79.
2. 1 2  Arnold 2013, p. 197.
3. ↑  Arnold 2013, p. 236.
4. 1 2 3 4  Arnold 2013, p. 206.
5. ↑  Arnold 2013, p. 379.
6. ↑  Arnold 2013, p. 189.
7. 1 2 3  Arnold 2013, p. 191.
8. ↑  Arnold 2013, p. 229.
9. ↑  Arnold 2013, p. 243.
10. ↑  Arnold 2013, p. 198.
11. ↑  Arnold 2013, p. 204.
12. 1 2  Arnold 2013, p. 211.
13. 1 2 3 4 5 6  Arnold 2013, p. 157.
14. 1 2 3  Arnold 2013, p. 176.
15. ↑  Arnold 2013, p. 288.
16. ↑  Arnold 2013, p. 178.
17. ↑  Arnold 2013, p. 246.
18. 1 2  Arnold 2013, p. 177.
19. ↑  Arnold 2013, p. 281.
20. 1 2  Arnold 2013, p. 304.
21. ↑  Arnold 2013, p. 323.
22. ↑  Arnold 2013, p. 324.
23. 1 2  Arnold 2013, p. 339.
24. 1 2  Arnold 2013, p. 340.
25. ↑  Arnold 2013, p. 345.
26. ↑  Arnold 2013, p. 325.
27. ↑  Arnold 2013, p. 357.
28. ↑  Arnold 2013, p. 388.
29. ↑  Arnold 2013, p. 416.
30. ↑  Arnold 2013, p. 375.
31. 1 2  Arnold 2013, p. 385.
32. 1 2 3 4  Arnold 2013, p. 415.
33. ↑  Arnold 2013, p. 443.
34. 1 2  Arnold 2013, p. 190.
35. ↑  Arnold 2013, p. 298.
36. 1 2  Arnold 2013, p. 333.
37. 1 2  Arnold 2013, p. 338.